# 王恩庆
王恩庆（1930年12月—2022年4月15日），山西临县人，中国人民解放军新疆军区正军职离休干部、新疆军区原参谋长。

## 生平
王恩庆1946年9月入伍，1949年3月加入中国共产党。历任参谋、军务股长、副处长、乌鲁木齐军区司令部作战部部长、北疆军区参谋长等职。
2022年4月28日，王恩庆因病于乌鲁木齐逝世，享年92岁。讣告刊登在7月14日的《解放军报》。